# Ель-Уед
Ель-Уед (араб. الوادي, фр. El Oued) — місто у східній частині Алжиру. Адміністративний центр однойменного вілаєту. Розташоване за 620 км на схід від столиці країни — м. Алжир.
| Алжир | Це незавершена стаття з географії Алжиру. Ви можете допомогти проєкту, виправивши або дописавши її. |